# Tavastvägen

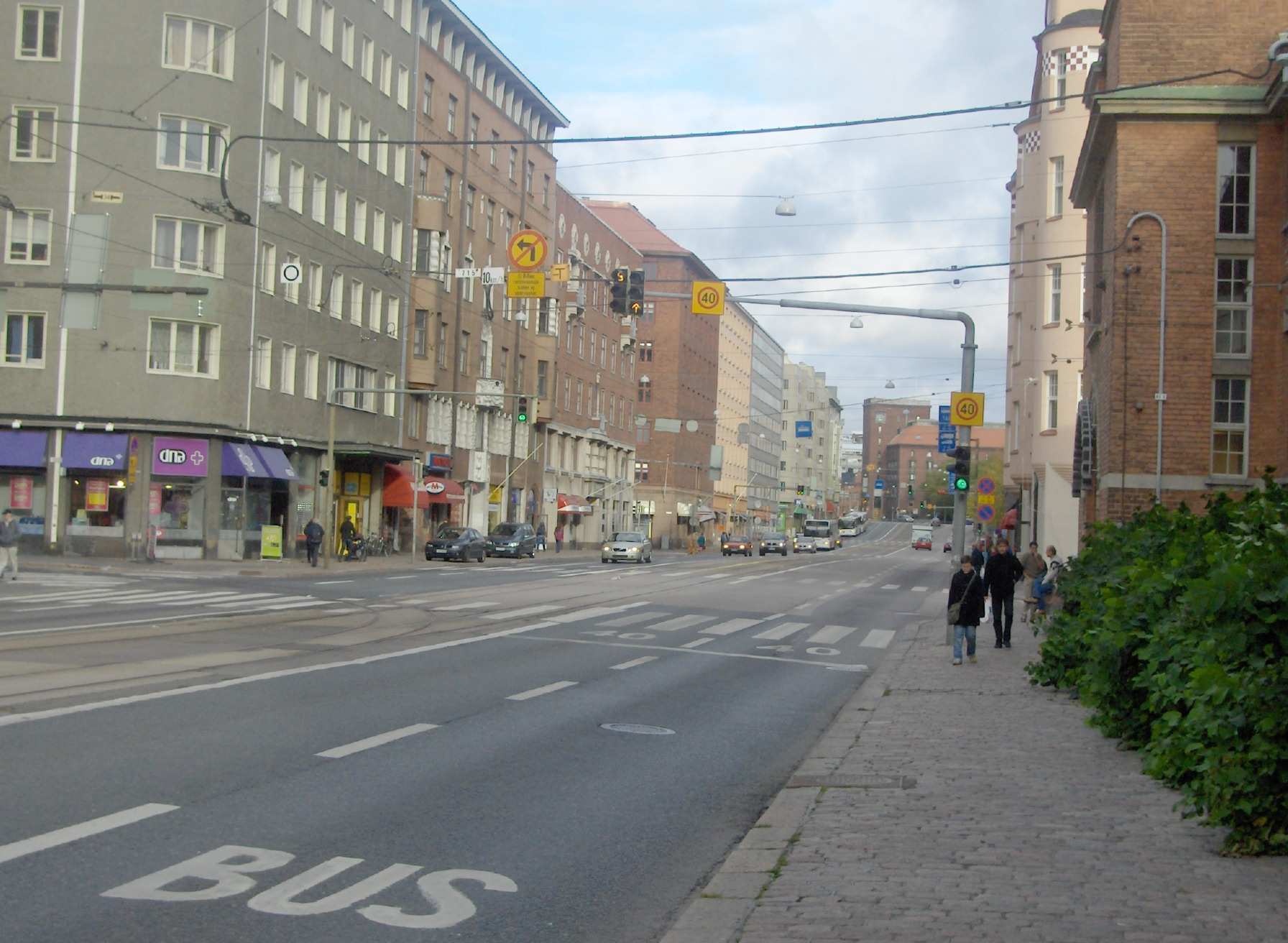
Tavastvägen

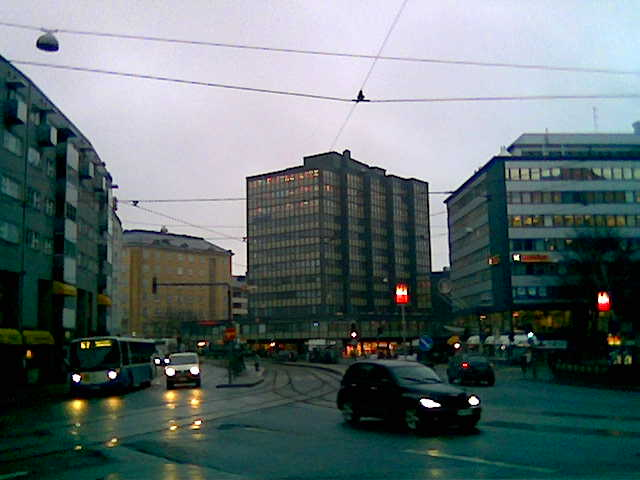
Sörnäskurvan

Tavastvägen (finska: Hämeentie) är en huvudgata i Helsingfors. Vägen hette tidigare Östra Chausséen, när den under andra hälften av 1800-talet uppgraderades från en vanlig landsväg till en högklassig utfartsväg från Helsingfors österut. Tavastvägen börjar vid Hagnäs torg och slutar vid Gammelstadsforsen vid Forsbyvägen. 
På 1850-talet breddades och förbättrades två landsvägar ut från Helsingfors till chauséer. De namngavs år 1909 då nuvarande Mannerheimvägen fick namnet Västra Chausséen, medan Tavastvägen fick namnet Östra Chausséen. År 1928 fick Tavastvägen sitt nuvarande namn, och den ledde, som namnet säger, mot Tavastehus via Vik, Malm och Skavaböle (finska: Hyrylä). 
Det finns inte så mycket biltrafik på Tavastvägen, eftersom en stor del av trafiken från centrum leds via den parallella Sörnäs strandväg. Tavastvägen är däremot en viktig led för kollektivtrafiken och nästan alla bussar med linjenummer som börjar på 6 och 7 samt spårvagnarna 6 samt 7A och 7B kör längs med Tavastvägen. 

## Byggnader och minnesmärken längs Tavastvägen
- Väinö Tanners minnesmärke (skulptör Kari Juva, 1985) vid Väinö Tanners plan vid Ekogatans hörn.
- Elantos före detta huvudkontor vid Tavastvägen 33. Elanto fungerade i byggnaden åren 1962-1994.
- Vallgårds spårvagnsdepå i kvarterat mellan Tavastvägen, Hauhovägen och Euravägen.
- Vid Gumtäkt äng mellan Gustav Vasas väg, Floravägen och Tavastvägen sjöngs Vårt land för första gången den 13 maj 1848.
- Vid Indiagatans hörn vid Arabiaplatsen svängde spårvagn 6 fram till år 2004. Platsen har förnyats år 2006.
- Vid korsningen av Arabiagatan finns Arabias porslinsfabrik.
- Vid slutet av Tavastvägen, där den möter Forsbyvägen, finns Gammelstadens museikraftverk och Gammelstadsforsen där Vanda å mynnar ut i Gammelstadsfjärden.
- Tavastvägen 111, nu Arabia köpcentrum, tidigare bageri och mejeri för Jordbrukarnas mjölkcentral Ab och från början Norra Bryggeriet.